# 歐胡島
瓦胡岛 （夏威夷語：Oʻahu，/oʊˈɑːhuː/），又譯為欧胡岛，或被称为“聚集之岛”，是夏威夷群島中面積第三大的島嶼，也是群島中人口最多的島嶼，聚集了夏威夷州总人口的大约三分之二。夏威夷州首府所在地檀香山（又稱為火奴魯魯）坐落于岛屿东南部的海岸边，夏威夷州的空中門戶丹尼爾·井上國際機場也设在瓦胡岛上。如果将福特岛等小面积离岛以及东南方（迎风面）沿岸和卡内奥赫湾内的小岛屿算到一起，则瓦胡岛的总面积1,545.4平方公里（596.7平方英里），成为美国排名第二十大岛屿。与夏威夷群岛内的其他岛屿一起，瓦胡岛是整个波利尼西亚最靠北端和面积最大的岛屿之一。
瓦胡岛是一个火山岛，按照最远距离计算，它的东西长度为44英里（71公里），南北宽度为30英里（48公里），整个岛屿的海岸线绵延227英里（365公里）。岛上分布着两组相对独立的盾状火山山脉：柯欧劳山脉和怀厄奈山脉。两山之间的谷地，更确切地说应该是两条山脉的鞍部，被称为中央瓦胡平原。瓦胡岛上的最高点位于怀厄奈山脉当中，称为卡阿拉峰（Mt. Kaʻala），其海拔高度为4,003英尺（1,220米）。

## 概况
瓦胡岛总人口约为976,199人，其中大约72%为本岛常住人口，约81%的人口都生活在岛上被称为“城市”区域的一侧。瓦胡岛长期以来一直被称为聚集之岛（The Gathering Isle）。

## 历史
在夏威夷王国建立前，瓦胡岛由瓦胡阿利伊努伊统治。
1845年，卡美哈梅哈三世将夏威夷王国的首都从毛伊岛迁至本岛。
1941年，大日本帝國海軍攻擊歐胡島的美國海軍太平洋基地。

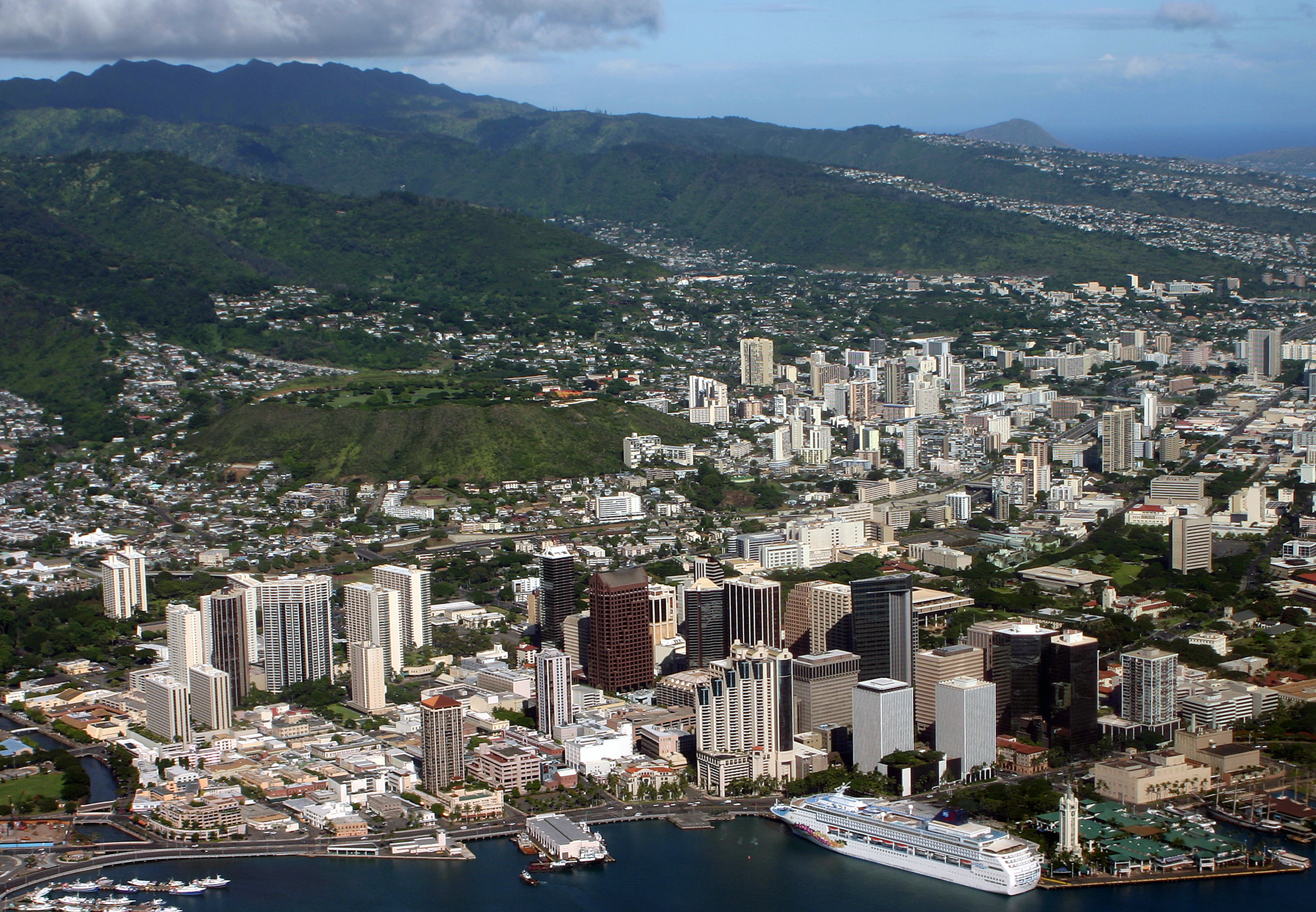
自空中鳥瞰檀香山市區
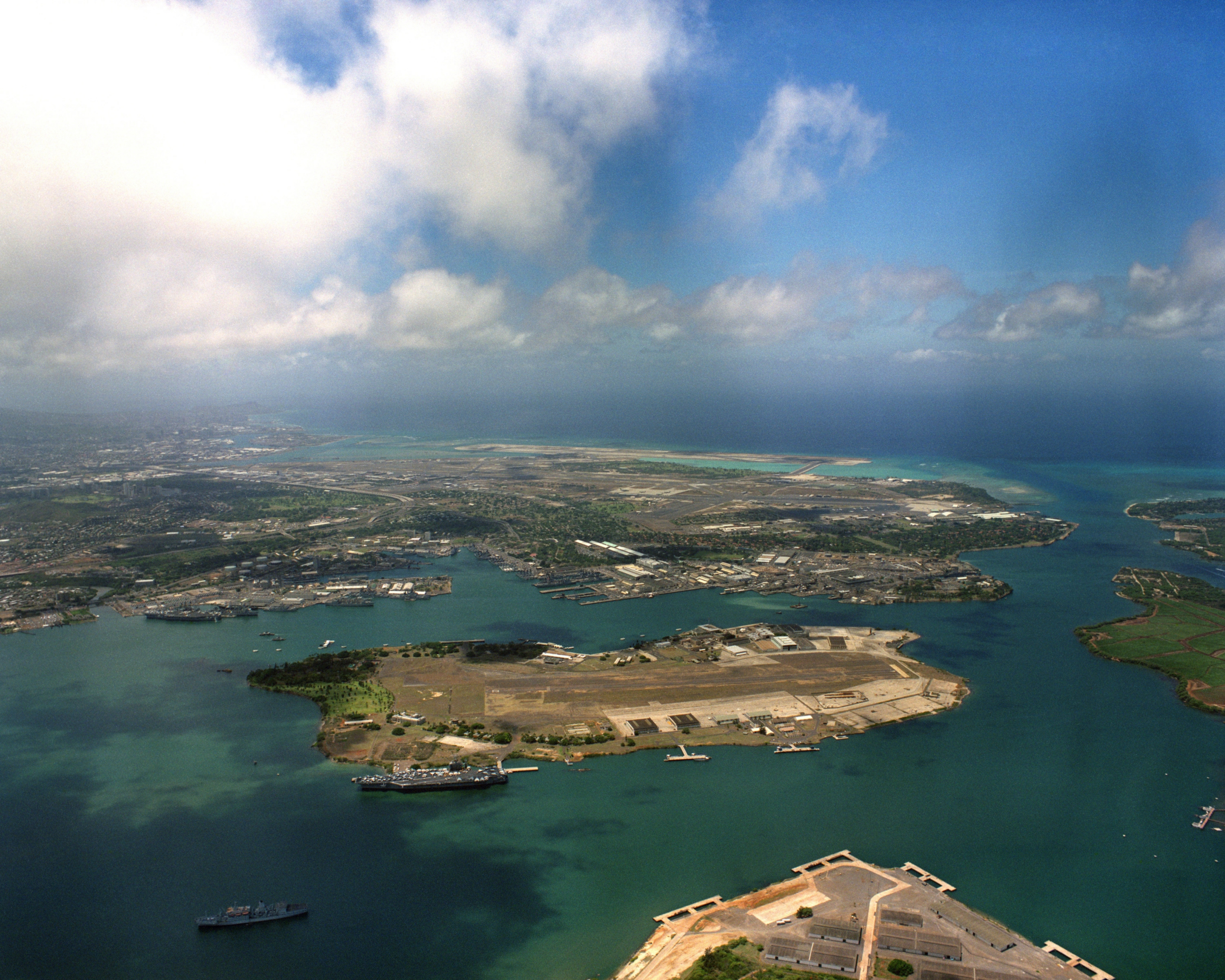
自空中俯瞰珍珠港，位在照片中央的是幾乎被軍事設施佔據的福特島
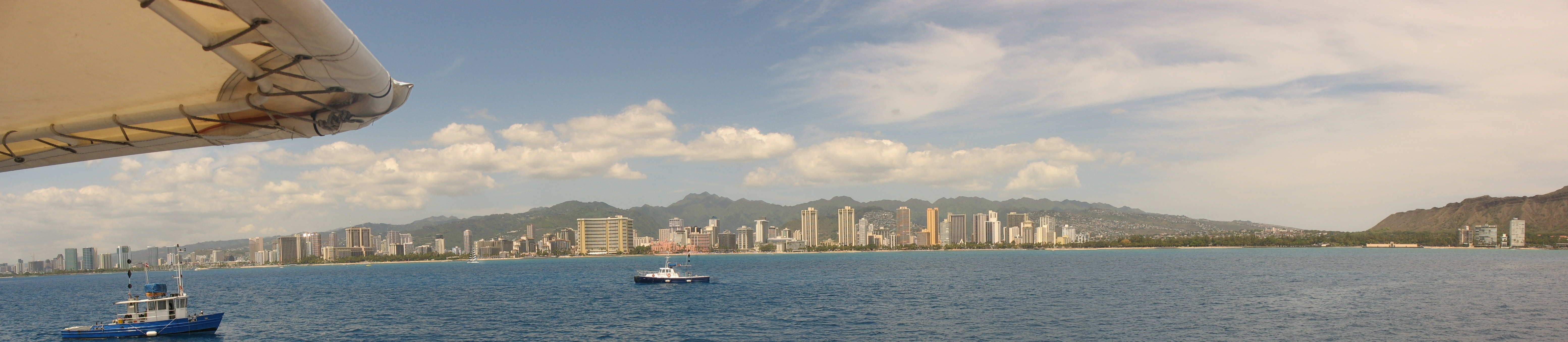
遠眺瓦胡岛威基基海灘
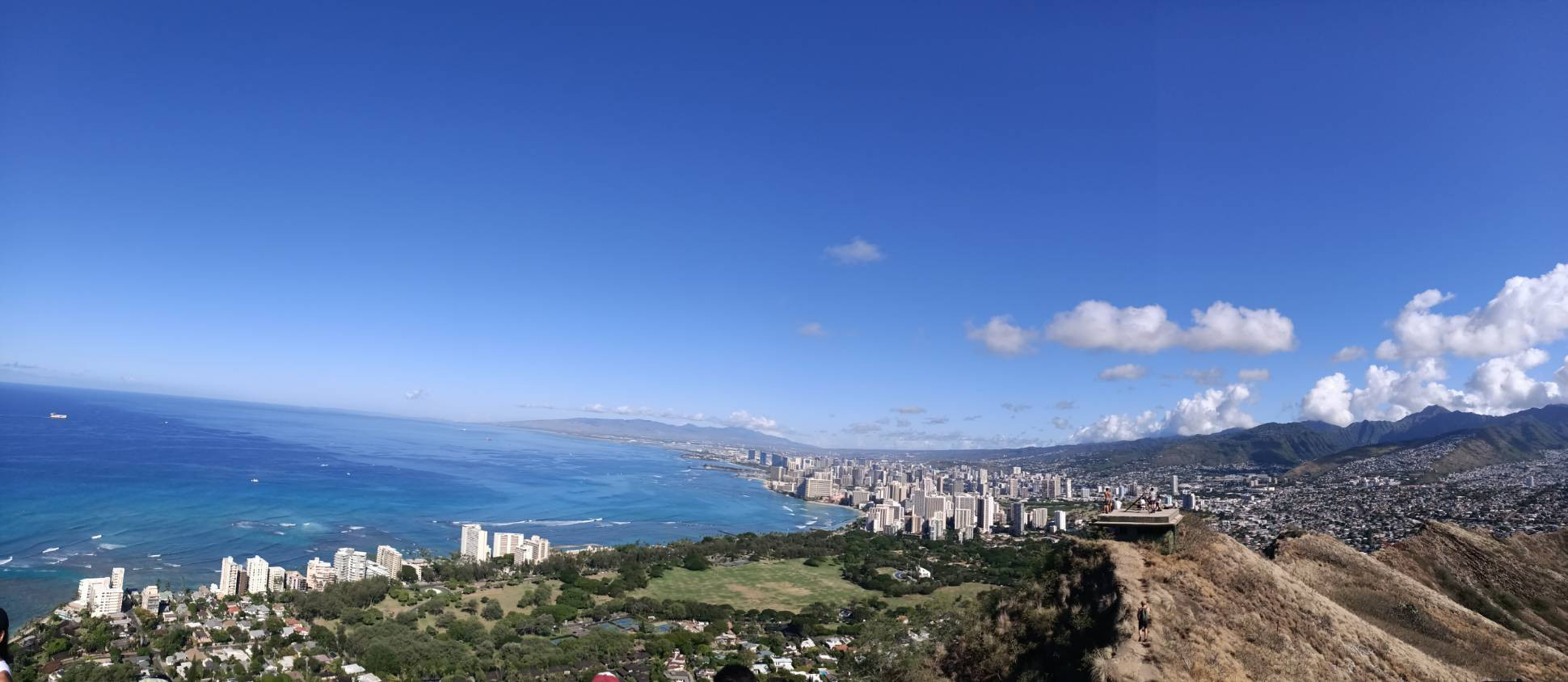
從鑽石頭山遠眺瓦胡岛
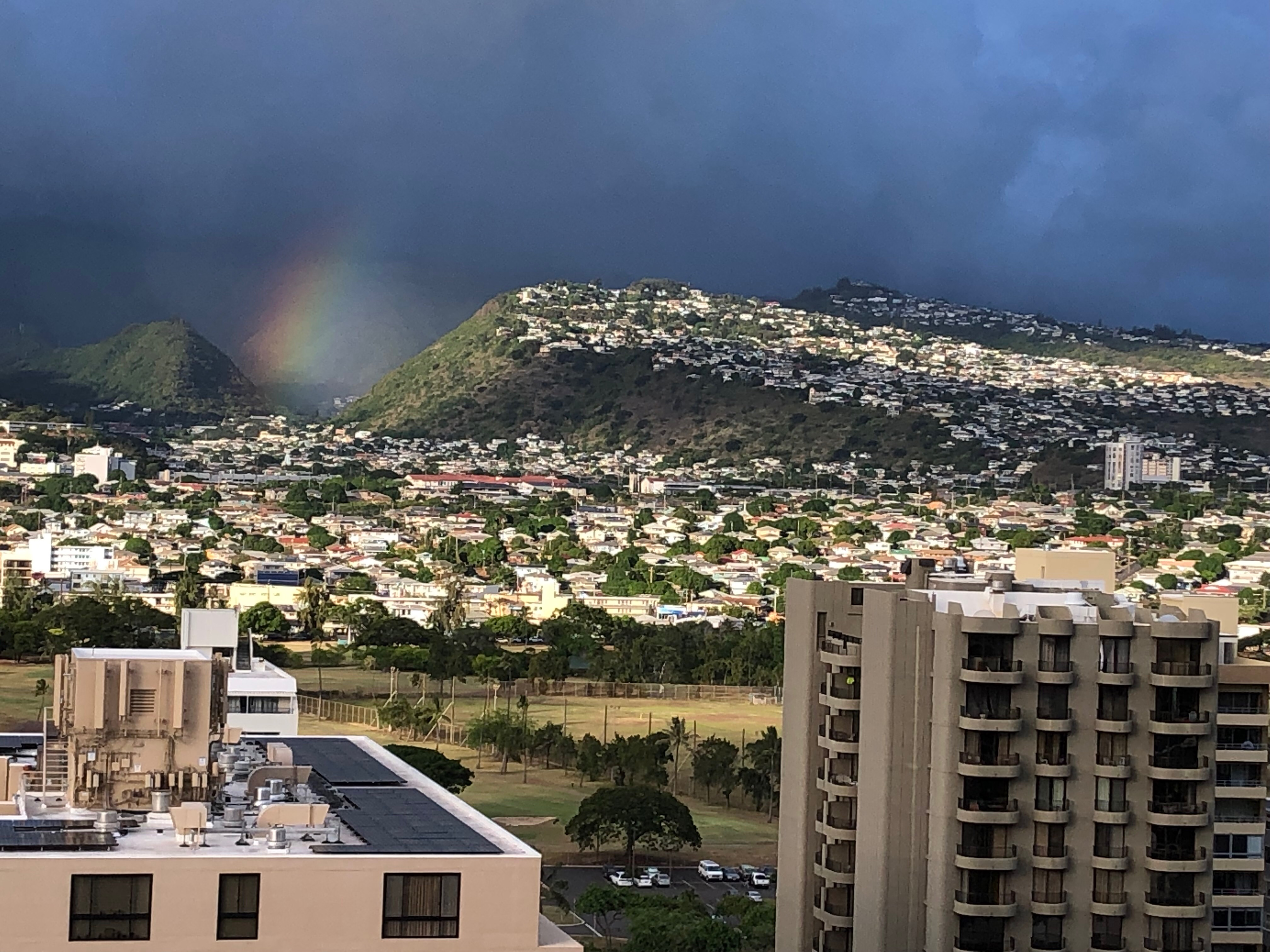
瓦胡岛的山脈與彩虹